# Abnutzungsvorrat
Der Abnutzungsvorrat bezeichnet gemäß DIN 31051 den Vorrat der möglichen Funktionserfüllungen unter festgelegten Bedingungen, der einer Betrachtungseinheit aufgrund der Herstellung, Instandsetzung oder Verbesserung innewohnt.
Nach Aufbrauchen des Abnutzungsvorrates verliert die Immobilie oder Maschine die Fähigkeit, zugesicherte oder spezifizierte Eigenschaften oder Leistungen bereitzustellen und muss instand gesetzt werden.
Bei Immobilien bestimmt sich der Abnutzungsvorrat aus der Baustoff- und Ausführungsqualität der Bauelemente. Die Materialwahl, Materialkombination, Materialgüte, Materialverträglichkeit sowie Materialverarbeitung haben somit hohen Einfluss auf den Abnutzungsvorrat und den Grad der Abnutzung.